# Obserwatorium im. Very C. Rubin
Obserwatorium im. Very C. Rubin, dawniej znane jako Large Synoptic Survey Telescope (LSST), jest obserwatorium astronomicznym położonym w Andach Chilijskich. Jego głównym zadaniem jest przeprowadzanie synoptycznego przeglądu astronomicznego, Legacy Survey of Space and Time. Słowo „synoptyczny” pochodzi od greckich słów σύν (syn „razem”) i ὄψις (opsis „widok”) i opisuje obserwacje, które dają szeroki widok na obiekt w określonym czasie. 
Obserwatorium znajduje się na wierzchołku El Peñón, 2647-m szczycie góry Cerro Pachón w regionie Coquimbo, w północnym Chile, obok istniejących teleskopów Gemini South i Southern Astrophysical Research Telescope (SOAR). Nosi nazwę Very C. Rubin, amerykańskiej astronomki, która jako pierwsza dokonała odkryć dotyczących tempa rotacji galaktyk.

## Historia
Projekt LSST został zaproponowany w 2001 r. W 2007 r. projekt otrzymał kluczowe wsparcie od miliarderów Charlesa Simonyi i Billa Gatesa, którzy zobowiązali się przekazać odpowiednio 20 milionów dolarów i 10 milionów dolarów na konstrukcję luster teleskopu. Budowa obserwatorium rozpoczęła się 14 kwietnia 2015 r. od uroczystego położenia kamienia węgielnego. W tym samym roku, w SLAC National Accelerator Laboratory w Kalifornii, rozpoczęto produkcję 3,2-gigapikselowej kamery, w którą będzie wyposażony teleskop. W 2018 roku oba lustra i montaż teleskopu dotarły do Chile i zostały przetransportowane na szczyt. W grudniu 2019 r., ustawą Kongresu USA została dokonana zmiana nazwy obserwatorium z Large Synoptic Survey Telescope (LSST) na Obserwatorium im. Very C. Rubin. Pierwsze obrazy z teleskopu zaprezentowano 23 czerwca 2025 r., a początek regularnych obserwacji zaplanowano na koniec 2025 r.

## Instrumentarium

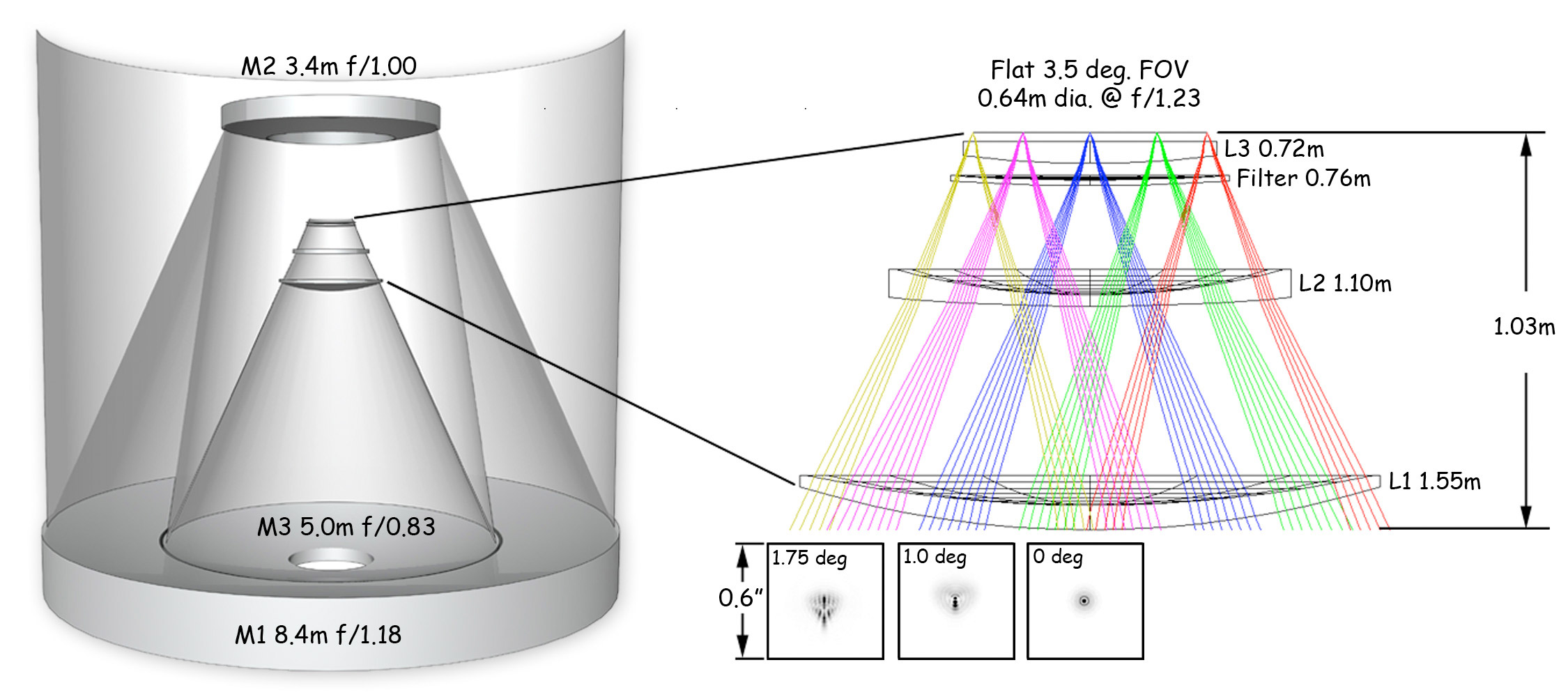
Układ optyczny teleskopu LSST

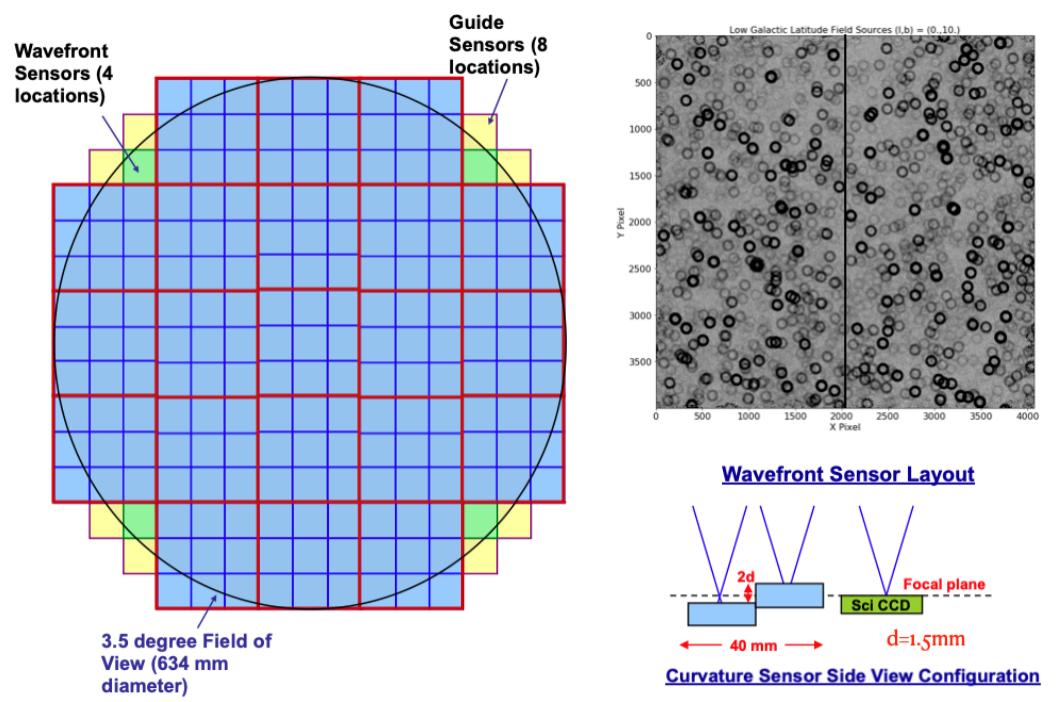
Schemat czujników optyki aktywnej teleskopu LSST

Kamera teleskopu LSST

Obserwatorium im. Very C. Rubin mieści Simonyi Survey Telescope, instrument nazwany tak na cześć prywatnych darczyńców Charlesa i Lisy Simonyi. Ten szerokokątny anastygmatyczny teleskop zwierciadlany będzie fotografował całe dostępne niebo co kilka nocy, wykorzystując unikalną konstrukcję z trzema lustrami, która umożliwia uzyskiwanie ostrych obrazów w bardzo szerokim polu widzenia o średnicy 3,5 stopnia. 
Zgodnie z projektem, główne lustro teleskopu (M1) ma średnicę 8,4 metra, lustro wtórne (M2) ma średnicę 3,4 metra, a lustro trzeciorzędne (M3), umieszczone wewnątrz pierścieniowego lustra głównego, ma średnicę 5,0 metra. Drugie i trzecie lustro zmniejszają powierzchnię zbierającą światło lustra głównego do 35 metrów kwadratowych, co odpowiada teleskopowi o średnicy 6,68 metra. Lustro główne i trzeciorzędowe (M1 i M3) są zaprojektowane jako scalony element, tzw. „monolit M1M3”. Umieszczenie dwóch luster w tym samym miejscu minimalizuje całkowitą długość teleskopu i ułatwia szybkie zmiany położenia instrumentu. W skład układu optycznego wchodzą trzy soczewki korekcyjne, umieszczone tam w celu zmniejszenia aberracji optycznej. Kamera, soczewki i filtry fotometryczne tworzą jeden element konstrukcyjny.
Teleskop Simonyiego będzie korzystał z optyki aktywnej, z czujnikami frontu fali w rogach kamery. Obrazy będą rejestrowane przez kamerę CCD (charge coupled device imaging) o rozmiarze 3,2 gigapiksela.
W sąsiedztwie głównego budynku mieszczącego teleskop Simonyiego znajduje się kopuła teleskopu pomocniczego Rubin Auxiliary Telescope (AuxTel) o średnicy lustra 1,2 metra, który posłuży do gromadzenia uzupełniających danych dla katalogów z przeglądu LSST.

## Cele naukowe
Celem Obserwatorium Very C. Rubin jest realizacja projektu o nazwie Legacy Survey of Space and Time (LSST), który będzie polegał na przeglądzie nieba w sześciu filtrach fotometrycznych: u, g, r, i, z oraz y przez 10 lat.  
Priorytetowe obszary badawcze ujęte w projekcie Rubin-LSST to: 
- Badanie ciemnej energii i ciemnej materii poprzez pomiary słabego soczewkowania grawitacyjnego i obserwacje supernowych typu Ia,
- Badanie ewolucji galaktyk,
- Badanie przejściowych zjawisk astronomicznych w dziedzinie optycznej, jak gwiazdy nowe, supernowe, poświaty po rozbłyskach gamma, optyczne odpowiedniki fal grawitacyjnych, a także monitorowanie zmienności kwazarów,
- Badanie struktury i populacji gwiazdowych Drogi Mlecznej,
- Kompleksowe badanie obiektów Układu Słonecznego, w tym poszukiwanie i obserwacje obiektów bliskich Ziemi, a także obiektów Pasa Kuipera.

## Grupy badawcze
W ramach projektu Rubin-LSST powstało osiem następujących grup badawczych:
- Galaktyki (Galaxies Science Collaboration, GSC)
- Gwiazdy, Droga Mleczna i pobliskie galaktyki (Stars, Milky Way, and Local Volume Science Collaboration)
- Układ Słoneczny (Solar System Science Collaboration, SSSC)
- Ciemna energia (Dark Energy Science Collaboration, DESC)
- Aktywe jądra galaktyk (Active Galactic Nuclei Science Collaboration, AGN)
- Zjawiska przejściowe i gwiazdy zmienne (Transients and Variable Stars Science Collaboration)
- Silne soczewkowanie grawitacyjne (Strong Lensing Science Collaboration, SLSC)
- Informatyka i statystyka (Informatics and Statistics Science Collaboration, ISSC)

## Wkład międzynarodowy
W projekcie Rubin-LSST oprócz Stanów Zjednoczonych i Chile uczestniczy prawie 30 krajów oferując wkład własny (ang. In-kind programs). Uczestnictwo polega na wniesieniu wybranego przez dany kraj wkładu w postaci przygotowania lokalnego centrum
komputerowo-obliczeniowego albo opracowaniu oprogramowania, które posłuży do analizy konkretnych danych, albo w postaci czasu obserwacyjnego na własnym teleskopie w celu wykonywania dalszych obserwacji obiektów wykrytych przez Obserwatorium Very C. Rubin. We wkład międzynarodowy zaangażowanych jest ponad 1200 astronomów, w tym około 70 z Polski
.

## Polski wkład
Polski wkład do projektu Rubin-LSST polega na przygotowaniu i wykorzystaniu własnego centrum komputerowo-obliczeniowego (ang. Independent Data Access Center, IDAC). Uczestniczą w nim astronomowie z następujących polskich instytucji: Narodowego Centrum Badań Jądrowych (NCBJ), Centrum Astronomicznego im. Mikołaja Kopernika Polskiej Akademii Nauk (CAMK PAN), Centrum Fizyki Teoretycznej Polskiej Akademii Nauk (CFT PAN), Uniwersytetu im. Adama Mickiewicza w Poznaniu (UAM), Uniwersytetu Jagiellońskiego (UJ), Uniwersytetu Mikołaja Kopernika (UMK), Uniwersytetu Warszawskiego (UW), Uniwersytetu Wrocławskiego (UWr). Funkcję lidera pełni Agnieszka Pollo z NCBJ.

## Galeria

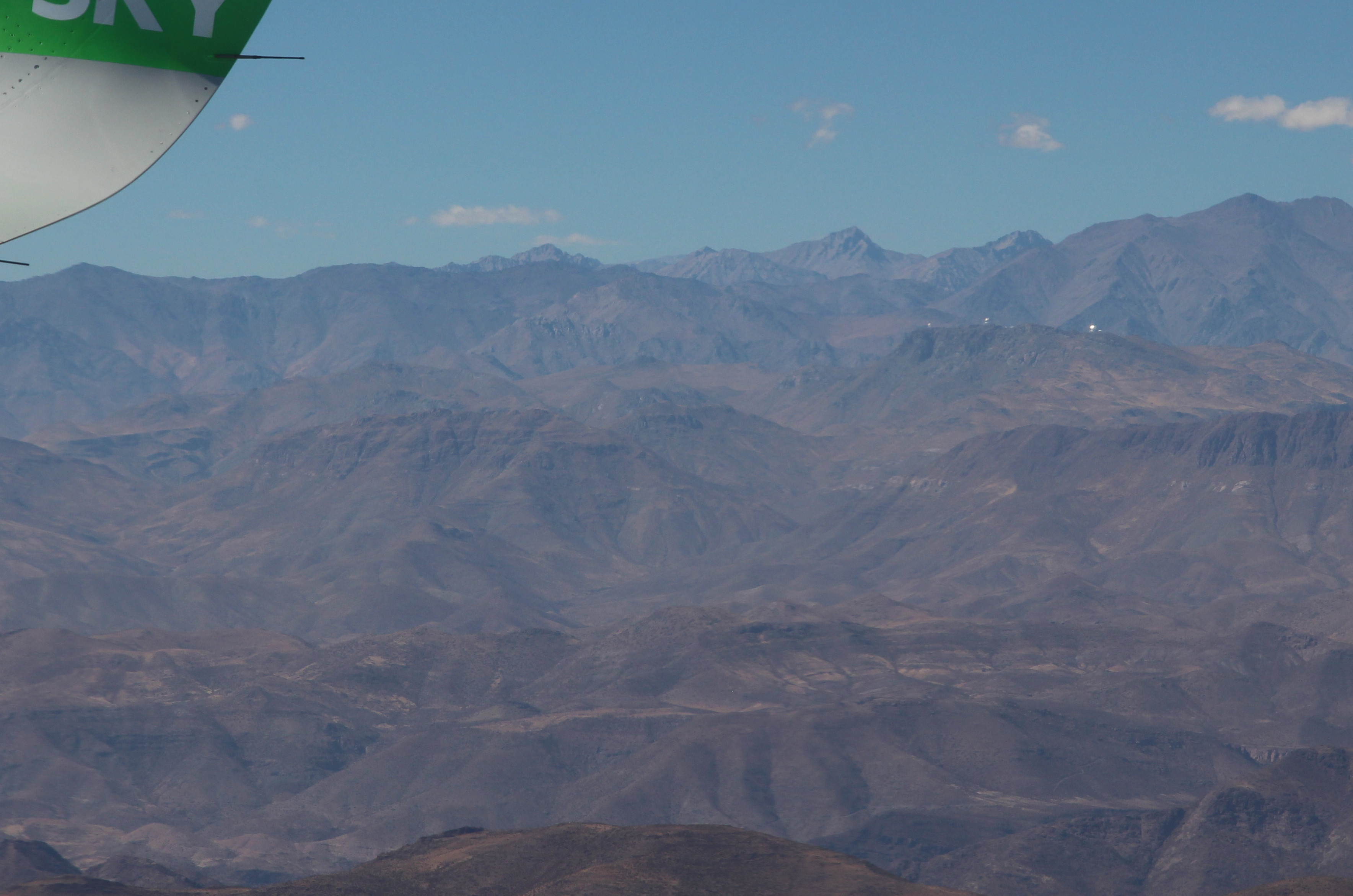
Widok na teleskopy na górze Cerro Pachón z samolotu, w tym Obserwatorium Very Rubin (punkt odbijąjący światło najbardziej po prawej)
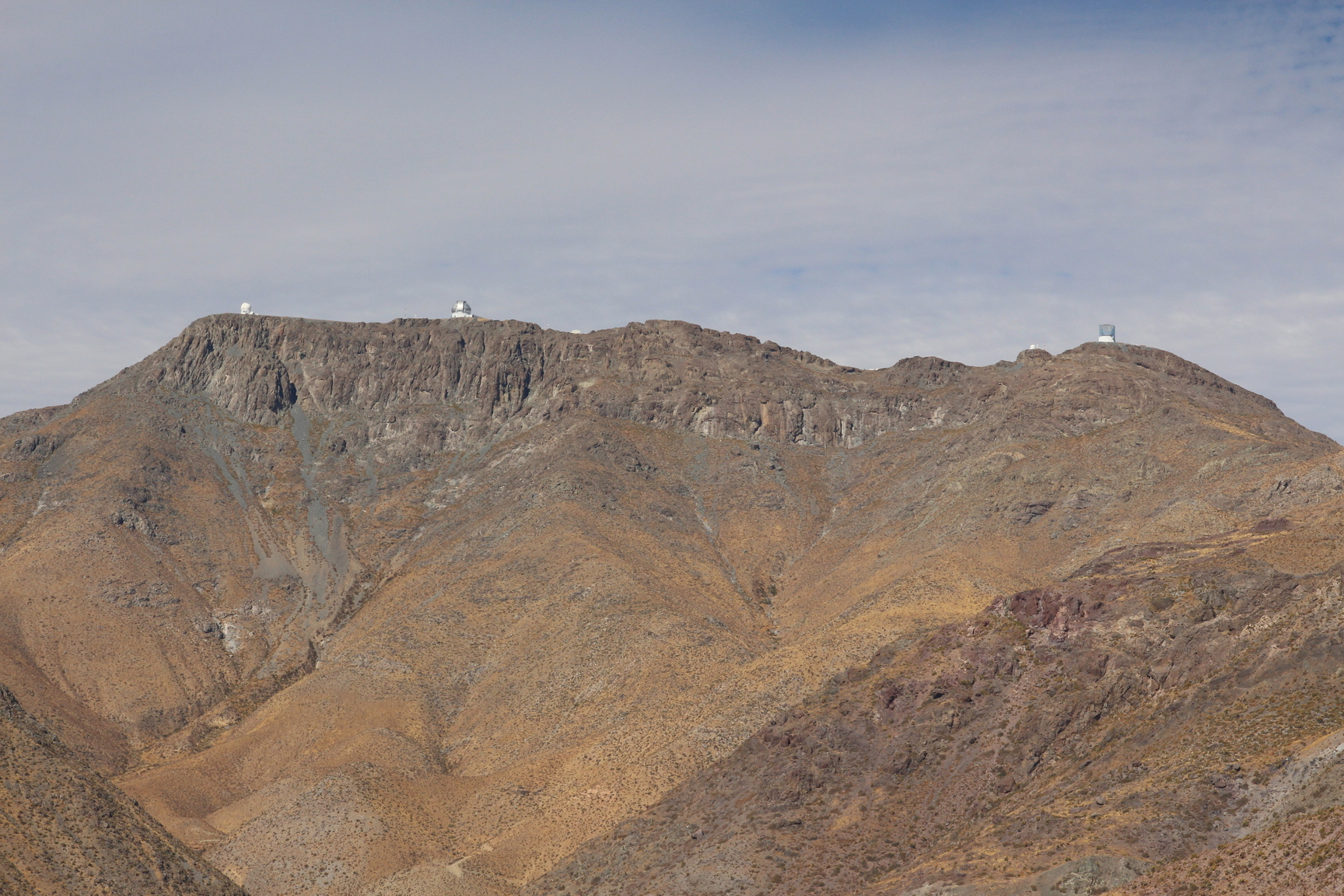
Teleskopy na górze Cerro Pachón (od lewej): SOAR, Gemini South i Obserwatorium Very Rubin wraz z teleskopem pomocniczym (mały i duży budynek stojące obok siebie)
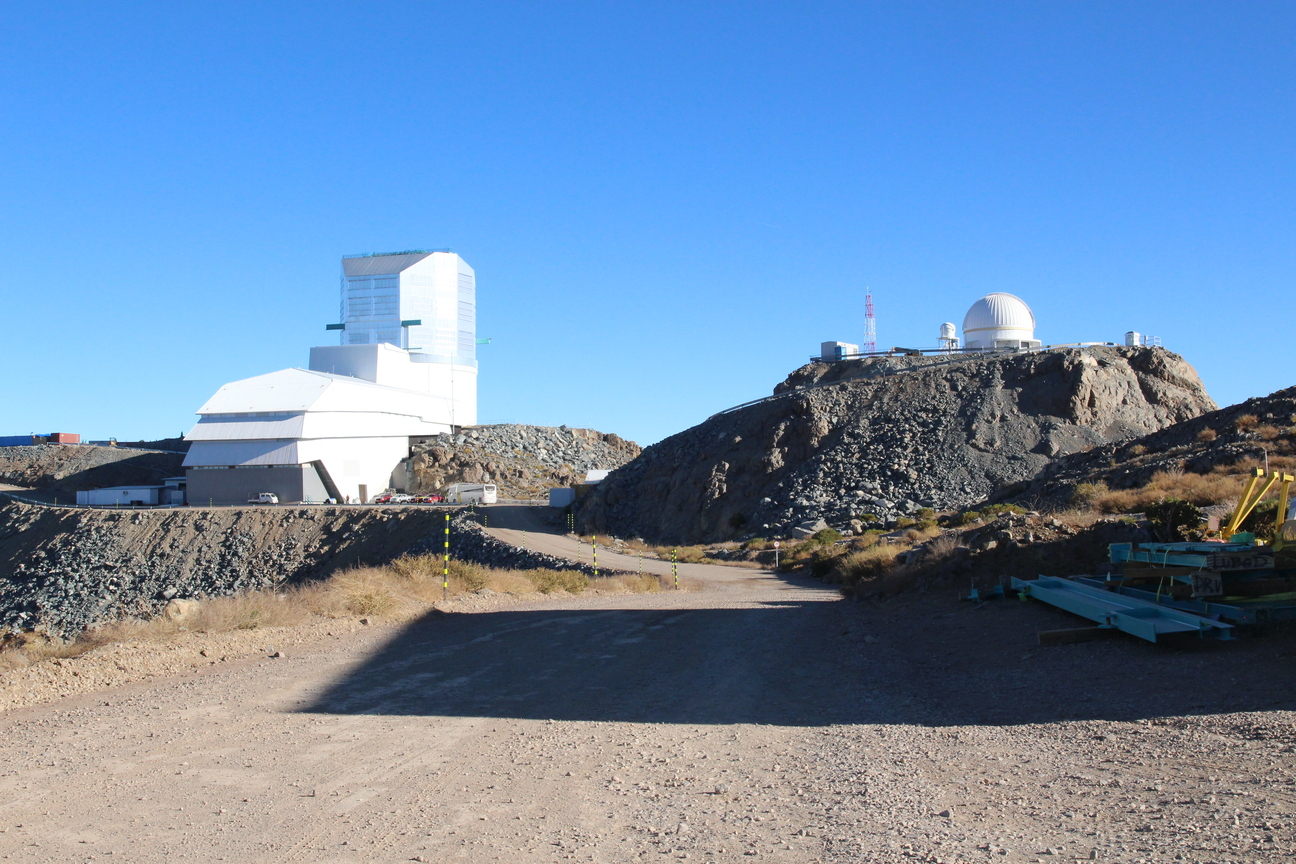
Budynek główny (po lewej) i kopuła teleskopu pomocniczego (po prawej) Obserwatorium Very Rubin
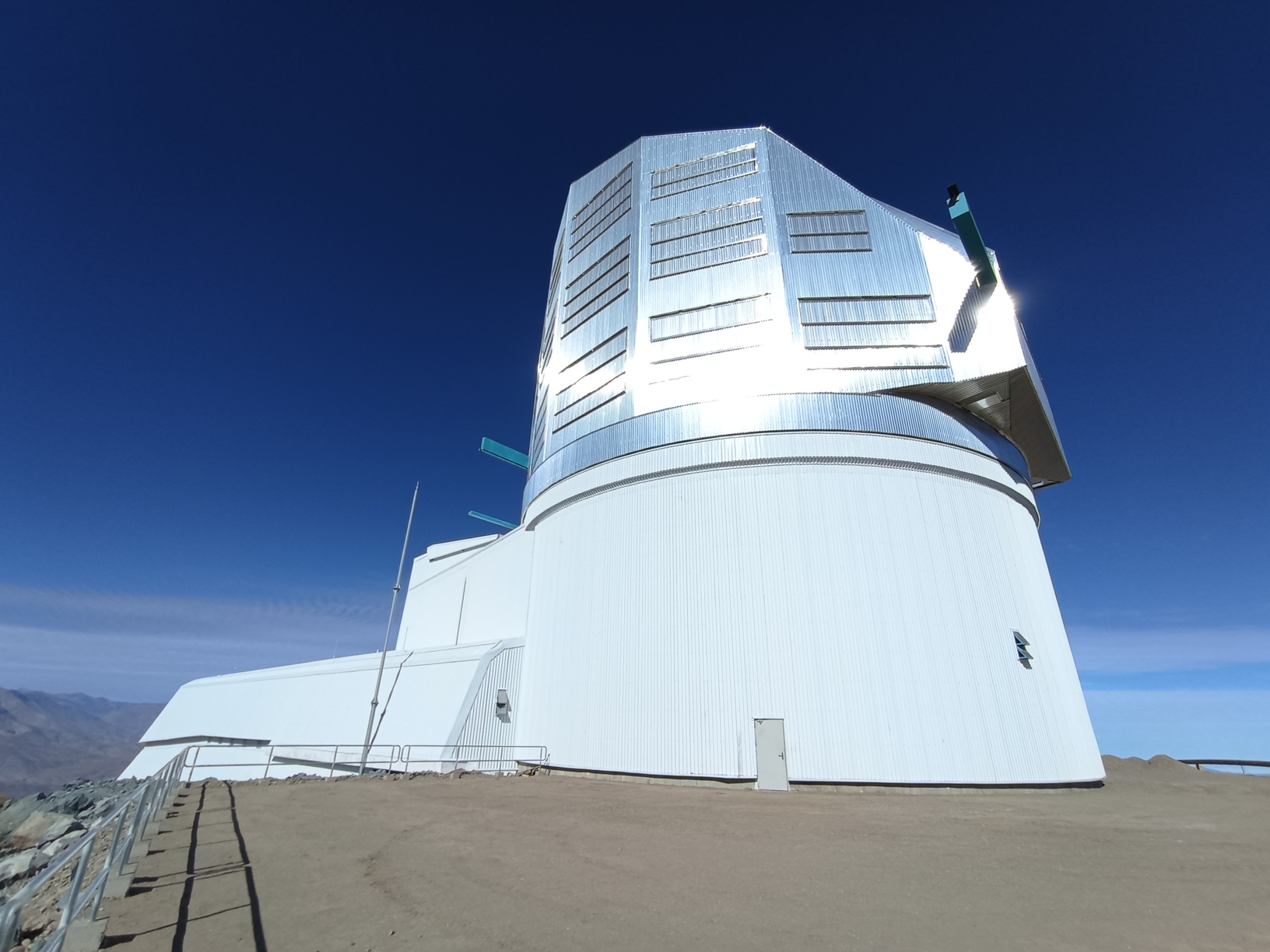
30-metrowej średnicy kopuła Obserwatorium Very Rubin
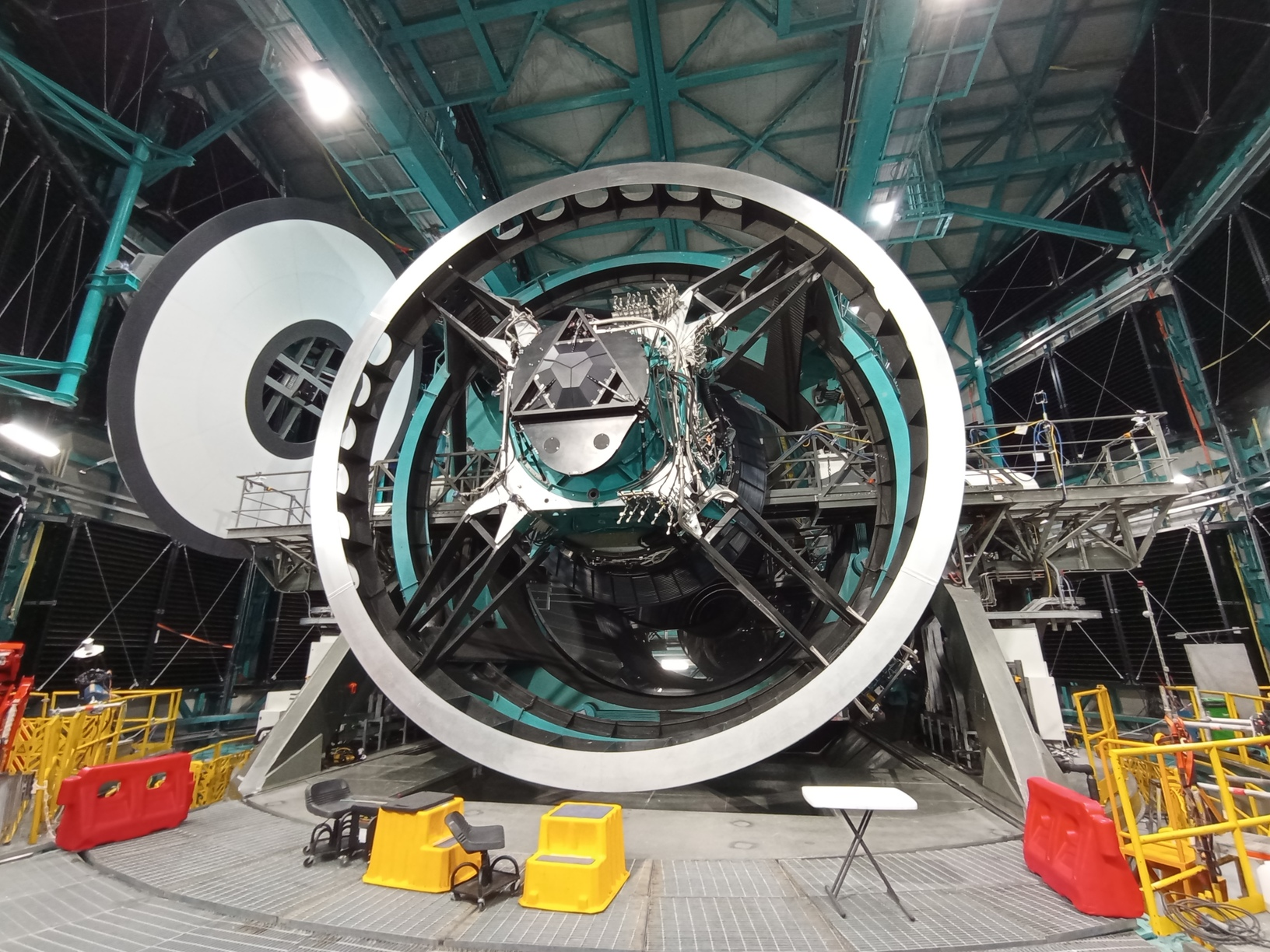
Teleskop Simonyiego (LSST) pod kopułą
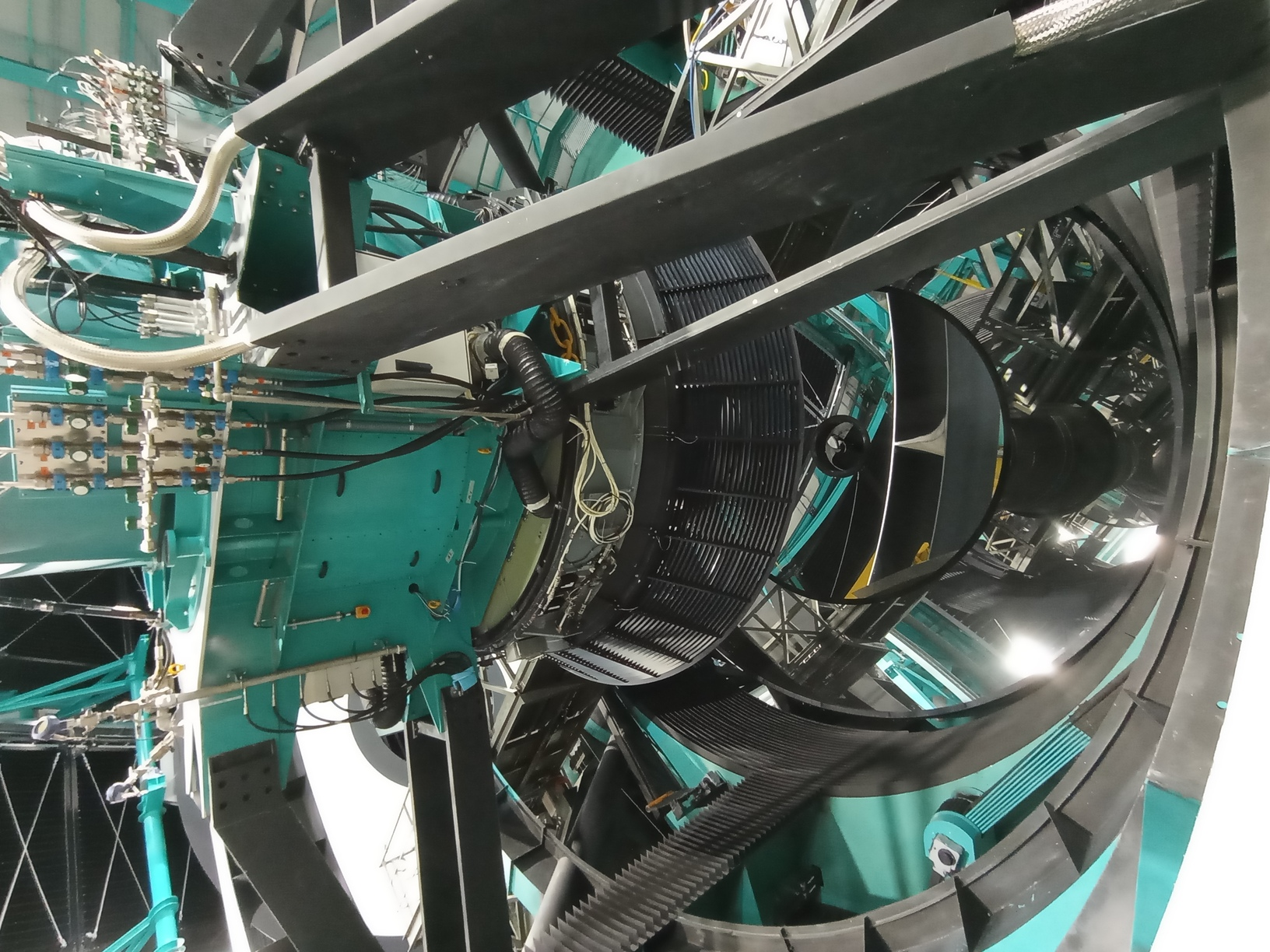
Kamera LSST przed głównym i trzeciorzędowym lustrem teleskopu Simonyiego
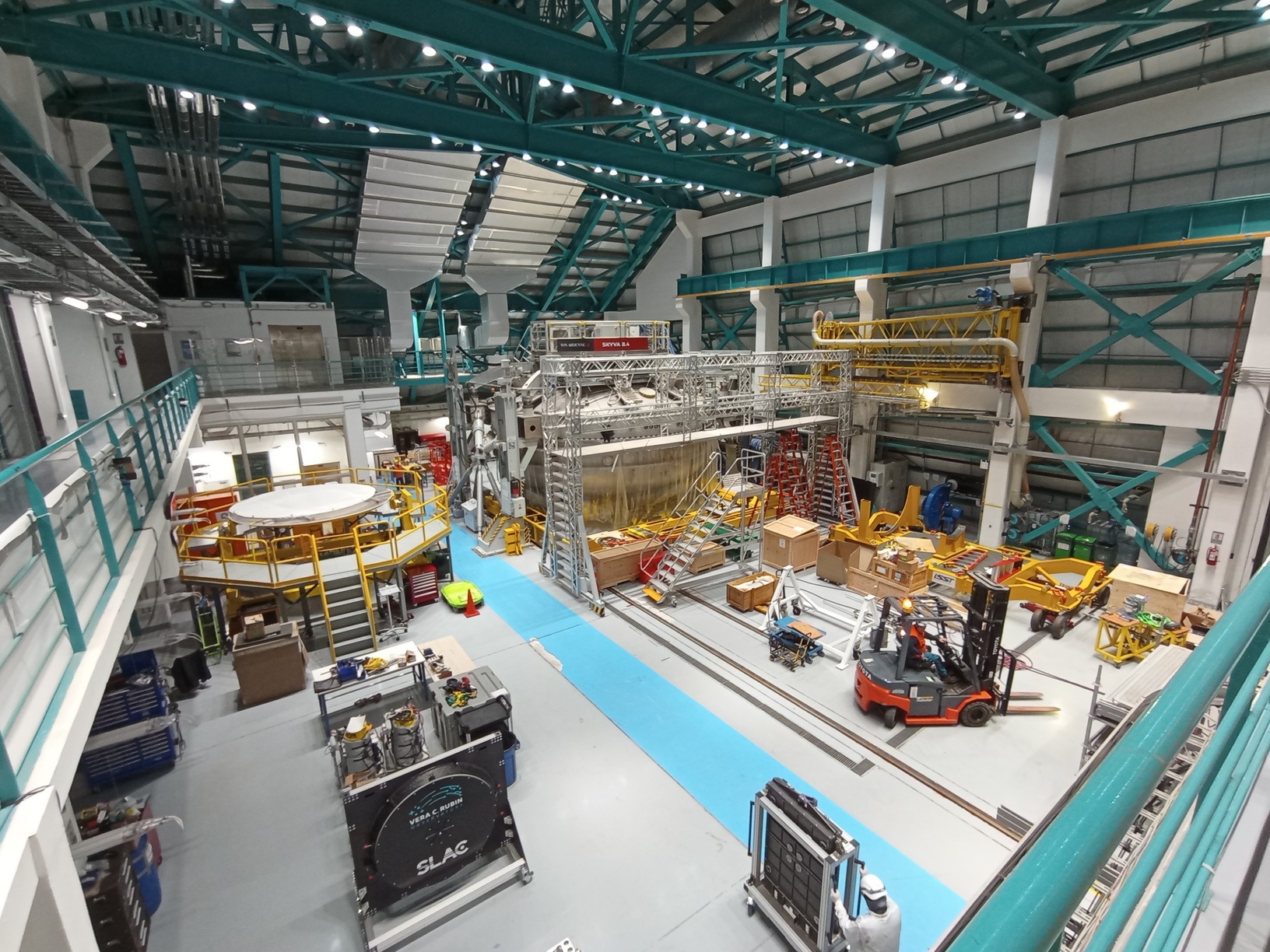
Wnętrze hali technicznej z widoczną w tle komorą próżniową do regeneracji powierzchni luster teleskopu
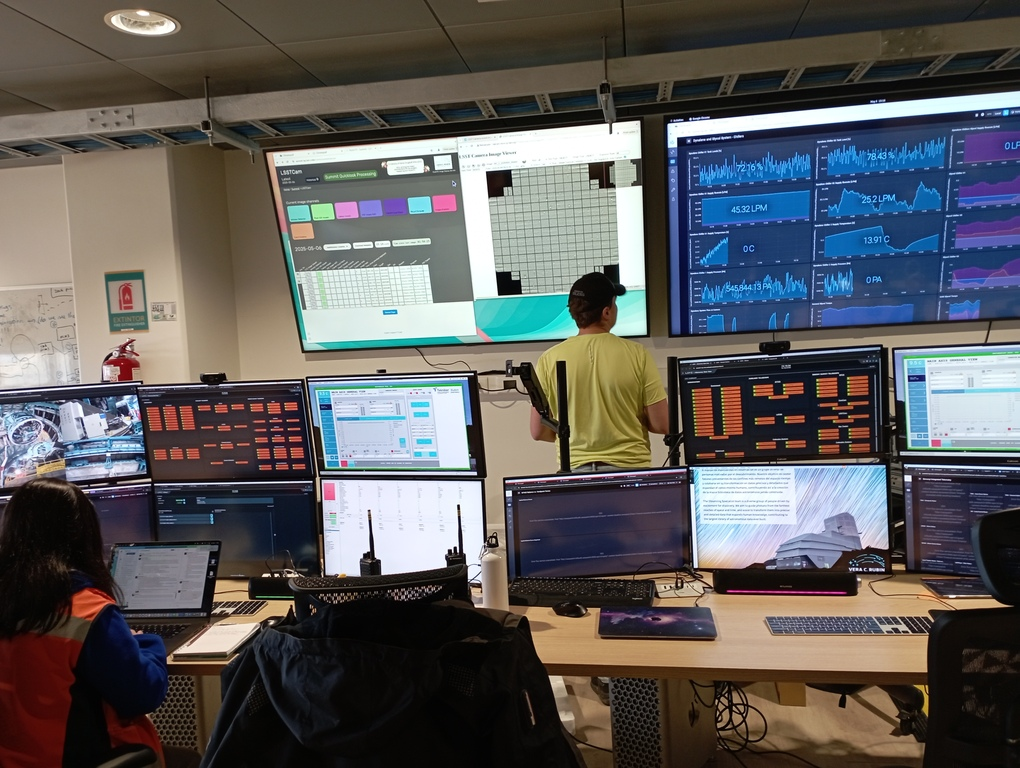
Pokój kontroli w Obserwatorium Very Rubin
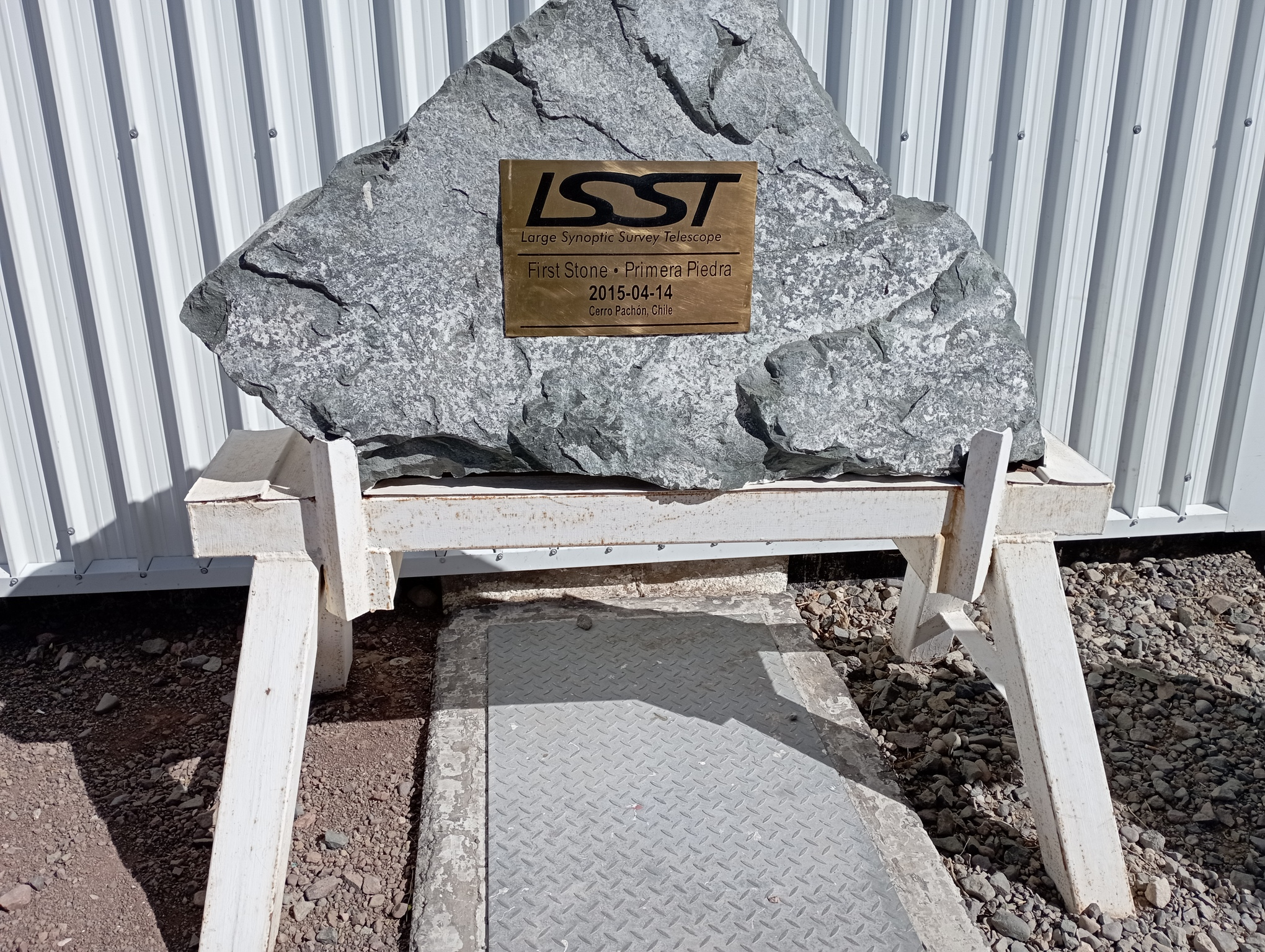
Kamień węgielny projektu LSST